# Morwa (Botswana)
Morwa − małe miasteczko w Botswanie, w dystrykcie Kgatleng. W 2001 roku osada liczyła 2696 mieszkańców.